# Grammonota maculata
Grammonota maculata là một loài nhện trong họ Linyphiidae.
Loài này thuộc chi Grammonota. Grammonota maculata được Richard C. Banks miêu tả năm 1896.